# DNF 듀얼
《DNF 듀얼》(DNF Duel)은 아크 시스템 웍스, 에이팅 및 네오플이 개발하고 넥슨이 배급한 2022년 대전 격투 게임이다. 《던전앤파이터》의 외전 작품이다. 윈도우, 플레이스테이션 4 및 플레이스테이션 5 플랫폼으로 제작돼 2022년 6월 28일 처음 출시됐다.
게임플레이상 타 아크 시스템 웍스 개발 격투 게임와 전체적으로 유사하다. 격투 중 마력을 소모해 스킬을 사용하는 특징이 있다. 일반 플레이어 매치 이외에 스토리 및 아케이드 모드를 지원한다.
2023년 4월에 닌텐도 스위치로 이식됐다.

## 반응
《DNF 듀얼》은 리뷰 애그리게이터 웹사이트 메타크리틱에서 "대체적으로 긍정적인 평가"를 기록했다.

## 참조